# 德怀特·琼斯
德怀特·埃尔默·琼斯（英語：Dwight Elmo Jones，1952年2月27日—2016年7月25日），美国前男子职业篮球运动员，曾效力于NBA联盟。他在1973年的NBA选秀中第1轮第9顺位被亚特兰大鹰选中。